# Oreophryne brachypus
Espèce
Synonymes
- Hylella brachypus Werner, 1898

Statut de conservation UICN

 LC  : Préoccupation mineure
Oreophryne brachypus est une espèce d'amphibiens de la famille des Microhylidae.

## Répartition
Cette espèce est endémique de la Nouvelle-Bretagne en Papouasie-Nouvelle-Guinée. Elle se rencontre entre 140 et 1 000 m d'altitude.

## Description
Oreophryne brachypus mesure environ 20 mm.

## Publication originale
- Werner, 1898 : Vorläufige Mittheilung über die von Herrn Prof. F. Dahl im Bismark-Archipel gesammelten Reptilien und Batrachier. Zoologischer Anzeiger, vol. 21, p. 552-556 (texte intégral).